# Ruhmannsfelden
Ruhmannsfelden je obec v německé spolkové zemi Bavorsko, v zemském okrese Regen ve vládním obvodu Dolní Bavorsko. V roce 2013 zde žilo 2 011 obyvatel.

## Poloha
Obec leží 12 km západně od okresního města Regen. Okolní obce jsou: Zachenberg (V), Gotteszell (JZ) a Patersdorf (SZ).

Poloha obce na mapě okresu Regen